# Zespół Sheldona-Halla

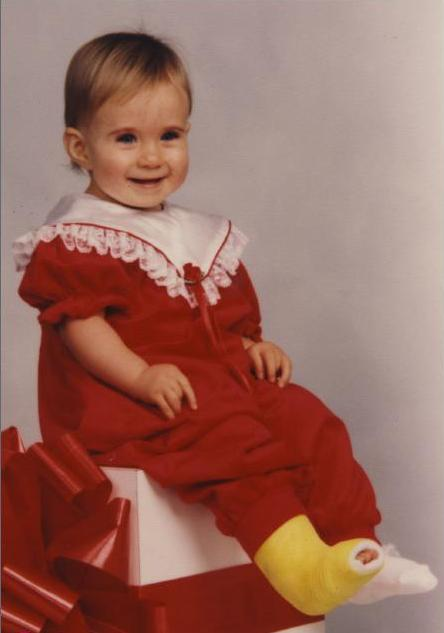
Dziewczynka z zespołem Sheldona-Halla. Obecne charakterystyczne cechy dysmorficzne twarzy: szpiczasty podbródek, długa rynienka podnosowa, wyraziste fałdy nosowo-wargowe, antymongoloidalne ustawienie szpar powiekowych, przyrośnięte skrawki uszne. W ręce widać kamptodaktylię i ulnaryzację nadgarstka. Prawa stopa końsko-szpotawa

Zespół Sheldona-Halla (ang. Sheldon-Hall syndrome, SHS) – rzadki zespół wad wrodzonych z grupy zespołów wrodzonych przykurczy stawowych. W aktualnej klasyfikacji artrogrypoz określany jest jako artrogrypoza dystalna typu 2B, DA2B.
Zespół Sheldona-Halla charakteryzuje się przykurczami w dystalnych (dalszych) stawach kończyn, trójkątną twarzą, antymongoloidalnym ustawieniem szpar powiekowych, małymi ustami i wysoko wysklepionym podniebieniem. Często stwierdza się wyraźnie zarysowane fałdy nosowo-wargowe, przytwierdzone skrawki uszne, niewielką płetwistość szyi, niskorosłość, kamptodaktylię, ulnaryzację palców dłoni, stopę końsko-szpotawą. Przykurcze zwykle są największe w okresie noworodkowym i nie postępują. Oczekiwana długość życia jest taka jak dla ogółu populacji, zespół nie wiąże się z upośledzeniem zdolności umysłowych.
W literaturze medycznej przedstawiono dotąd mniej niż 100 przypadków tej choroby. Dziedziczenie jest autosomalne dominujące, około połowa przypadków występuje sporadycznie (nie rodzinnie). W około połowie przypadków stwierdza się mutacje w genach MYH3, TNNI2 lub TNNT3. Rozpoznanie zespołu opiera się o kryteria kliniczne. Analiza genetyczna mutacji jest przydatna w diagnostyce różnicowej ze zbliżonymi fenotypowo zespołami przykurczy stawowych, np. artrogrypozą dystalną typu 1 lub zespołem Freemana-Sheldona.